# Ciclismo nos Jogos Pan-Americanos de 2015 - Keirin feminino
A competição do keirin masculino foi um dos eventos do ciclismo nos Jogos Pan-Americanos de 2015 em Toronto. Foi disputada no Velódromo Cisco Pan e Parapan-Americano de Milton, em Milton no dia 17 de julho.

## Calendário
Horário local (UTC-4).
| Data        | Horário | Fase          |
| ----------- | ------- | ------------- |
| 17 de julho | 12:01   | Primeira fase |
| 17 de julho | 19:17   | Final         |

## Medalhistas
| Ouro   | CAN Monique Sullivan |
| Prata  | CUB Lisandra Guerra  |
| Bronze | COL Juliana Gaviria  |

## Results

### Primeira fase

#### Bateria 1
| Colocação | Ciclista                    | Nacionalidade | Notas |
| --------- | --------------------------- | ------------- | ----- |
| 1         | Monique Sullivan            | CAN Canadá    | Q     |
| 2         | Juliana Gaviria             | COL Colômbia  | Q     |
| 3         | Alice Tamirys Leite De Melo | BRA Brasil    | Q     |
| 4         | Mariaesthela Vilera         | VEN Venezuela |       |
| 5         | Deborah Coronel             | ARG Argentina |       |

#### Bateria 2
| Colocação | Ciclista              | Nacionalidade   | Notas |
| --------- | --------------------- | --------------- | ----- |
| 1         | Lisandra Guerra       | CUB Cuba        | Q     |
| 2         | Karen Cruz            | ESA El Salvador | Q     |
| 3         | Luz Gaxiola           | MEX México      | Q     |
| 4         | Maria Jimenez Galicia | GUA Guatemala   |       |
| 5         | Miryam Nuzez Padilla  | ECU Equador     |       |

### Final

#### Disputa 7–12 lugar
| Colocação | Ciclista              | Nacionalidade | Notas |
| --------- | --------------------- | ------------- | ----- |
| 7         | Mariaesthela Vilera   | VEN Venezuela |       |
| 8         | Maria Jimenez Galicia | GUA Guatemala |       |
| 9         | Deborah Coronel       | ARG Argentina |       |
| 10        | Miryam Nuzez Padilla  | ECU Equador   |       |

#### Disputa 1–6 lugar
| Colocação         | Ciclista                    | Nacionalidade   | Notas |
| ----------------- | --------------------------- | --------------- | ----- |
| Medalha de ouro   | Monique Sullivan            | CAN Canadá      |       |
| Medalha de prata  | Lisandra Guerra             | CUB Cuba        |       |
| Medalha de bronze | Juliana Gaviria             | COL Colômbia    |       |
| 4                 | Karen Cruz                  | ESA El Salvador |       |
| 5                 | Luz Gaxiola                 | MEX México      |       |
| 6                 | Alice Tamirys Leite De Melo | BRA Brasil      |       |

Legenda
| Recorde mundial                  | Recorde mundial (World record)               |                       | Recorde africano                      | Recorde africano (African) |                                           | Q | Classificado por posição (Qualified) |
| Recorde dos Jogos Pan-Americanos | Recorde pan-americano (Pan-American record)  | Recorde da América    | Recorde da América (Americas)         | q                          | Classificado por melhor tempo (Qualified) |   |                                      |
| Melhor marca do ano              | Melhor marca do ano (World leading)          | Recorde asiático      | Recorde asiático (Asian)              | DNS                        | Não largou (Did not start)                |   |                                      |
| Recorde nacional                 | Recorde nacional (National record)           | Recorde europeu       | Recorde europeu (European)            | DNF                        | Não terminou (Did not finish)             |   |                                      |
| Recorde pessoal                  | Recorde pessoal do atleta (Personal best)    | Recorde da Oceania    | Recorde da Oceania (Oceania)          | DSQ / DQ                   | Desclassificado (Disqualified)            |   |                                      |
| Recorde da temporada             | Recorde da temporada do atleta (Season best) | Recorde sul-americano | Recorde sul-americano (South America) | NM                         | Sem marca (No mark)                       |   |                                      |